# 浦安出入口
浦安出入口（うらやすでいりぐち）は、千葉県浦安市にある首都高速道路湾岸線の出入口である。西行・東行双方の出口・入口とも設置されているフルインターチェンジである。

## 接続する道路
- 国道357号

## 周辺
- 東京ディズニーリゾート
  - 湾岸線西行きからの最寄り出入口であるほか、東行きも葛西出入口の混雑緩和のため、当出口での退出が推奨されている。なお、東京ディズニーリゾートから西行きへは隣の舞浜入口が近い。
- 浦安市運動公園
- 新浦安駅
- 浦安駅
- 順天堂大学医学部附属浦安病院

## 隣
首都高速湾岸線
(B28)舞浜入口 - (B30,B31)浦安出入口 - (B32)千鳥町出入口/市川PA/市川TB